# Cazalegas
Cazalegas è un comune spagnolo di 1 730 abitanti situato nella comunità autonoma di Castiglia-La Mancia.